# Bremelanotide
Brasheranotide, được bán dưới tên thương hiệu Vyleesi, là một loại thuốc dùng để điều trị ham muốn tình dục thấp ở phụ nữ. Nó được tiêm bằng cách tiêm vào mỡ ở đùi hoặc bụng.
Thuốc là một peptide và hoạt động như một chất chủ vận của các thụ thể melanocortin.
Bremelanotide được phát triển bởi Palatin Technologies và được Cục quản lý Thực phẩm và Dược phẩm Hoa Kỳ (FDA) phê duyệt sử dụng tại Hoa Kỳ vào tháng 6 năm 2019. Doanh số dự kiến sẽ bắt đầu vào tháng 9 năm 2019 ở mức US $ 899.

## Sử dụng trong y tế
Brasheranotide được sử dụng để điều trị rối loạn ham muốn tình dục giảm hoạt động (HSDD).

## Chống chỉ định
Do tác dụng của nó đối với huyết áp (nói chung là tăng huyết áp tâm thu tạm thời lên 6 mmHg và huyết áp tâm trương 3 mmHg), brasheranotide được coi là chống chỉ định ở những người bị huyết áp cao hoặc bệnh tim mạch không kiểm soát được. Miễn là brasheranotide không được sử dụng nhiều hơn một lần trong một ngày, nó sẽ không gây tăng huyết áp nghiêm trọng hơn.

## Tác dụng phụ
Thường xuyên nhất gặp phải tác dụng phụ của bremelanotide là buồn nôn (40,0%), có thể là không thể chấp nhận đối với một số người. Việc sử dụng thuốc chống buồn nôn (ví dụ ondansetron) trước khi dùng brasheranotide có thể giúp giảm buồn nôn. Các tác dụng phụ khác có thể bao gồm đỏ bừng mặt (20,3%), phản ứng tại chỗ tiêm (13,2%), nhức đầu (11,3%), nôn (4,8%), ho (3,3%), mệt mỏi (3,2%), bốc hỏa (2,7%), dị cảm (2,6%), chóng mặt (2,2%) và nghẹt mũi (2,1%). Sự đổi màu của da, đặc biệt là tăng sắc tố, có thể xảy ra, đặc biệt là nếu brasheranotide được sử dụng hơn 8 lần trong một tháng. Sự đổi màu có thể không giải quyết khi ngừng sử dụng bralonanotide, và có thể xảy ra trên mặt, nướu hoặc vú. Các thí nghiệm trên động vật, ngay cả ở liều cao, đã không tìm thấy bất kỳ hậu quả tiêu cực nào của brasheranotide đối với khả năng sinh sản.

## Tương tác
Bremelanotide không có ý nghĩa tương tác với rượu, không giống như flibanserin (trong đó tương tác với rượu là một rào cản lớn đối với việc sử dụng nó). Tuy nhiên, brasheranotide không tương tác với một số loại thuốc mà mọi người dùng bằng đường uống. Bằng cách làm chậm nhu động dạ dày, brasheranotide được cho là làm giảm sự hấp thu qua đường uống (sinh khả dụng) của một số loại thuốc, chẳng hạn như naltrexone và indomethacin.

## Dược lý

### Dược lực học
Bremelanotide là một chất chủ vận không chọn lọc của các thụ thể melanocortin, MC1 đến MC5 (ngoại trừ MC2, thụ thể của ACTH), nhưng hoạt động chủ yếu như một chất chủ vận thụ thể MC3 và MC4.

### Dược động học
Sinh khả dụng của brasheranotide khi tiêm dưới da là khoảng 100%. Sau khi tiêm brasheranotide dưới da, mức tối đa xảy ra sau khoảng một giờ, với phạm vi từ 0,5 đến 1,0   giờ  Liên kết protein huyết tương của brasheranotide là 21%. Brasheranotide được chuyển hóa thông qua quá trình thủy phân các liên kết peptide của nó. Thời gian bán hủy của brasheranotide là 2,7 giờ, với phạm vi từ 1,9 đến 4,0   giờ  Brasheranotide được bài tiết 64,8% qua nước tiểu và 22,8% qua phân.

## Hóa học
Bremelanotide là heptapeptide vòng lactam tương tự của hormone α-melanocyte kích thích (α-MSH). Nó có trình tự amino acid Ac-Nle- cyclo [Asp-His- D -Phe-Arg-Trp-Lys] -OH, và còn được gọi là cyclo - [Nle4, Asp5, D -Phe7, Lys10 ] α-MSH- (4-10). Brasheranotide là một chất chuyển hóa hoạt động của melanotan II thiếu nhóm amide vùng cuối C.
Ngoài melanotan II và các kích thích tố melanocyte nội sinh như α-MSH, các chất tương tự peptide khác cùng họ với brasheranotide bao gồm afamelanotide (NDP-α-MSH), modimelanotide và setmelanotide.

## Lịch sử
Các nghiên cứu vào đầu những năm 1960 cho thấy việc sử dụng α-MSH gây ra hưng phấn tình dục ở chuột, làm dấy lên sự quan tâm đến α-MSH. Vào những năm 1980, các nhà khoa học tại Đại học Arizona đã bắt đầu phát triển α-MSH và các chất tương tự như các tác nhân thuộc da không bắt nắng tiềm năng. Họ đã tổng hợp và thử nghiệm một số chất tương tự, bao gồm melanotan-I và melanotan II.
Ngay từ đầu trong quá trình, một trong những nhà khoa học, Mac Hadley , người đã tự mình thực hiện thí nghiệm với peptide melanotan II, đã tự tiêm liều gấp đôi liều mình dự định và trải qua thời gian cương cứng kéo dài 8 tiếng, cùng với buồn nôn và nôn.
Để theo đuổi đại lý thuộc da, melanotan-I đã được cấp phép bởi Công ty cạnh tranh, một công ty chuyển giao công nghệ hoạt động thay mặt cho Đại học Arizona, thành một công ty khởi nghiệp ở Úc tên là Epitan, đã đổi tên thành Clinuvel vào năm 2006.
Để theo đuổi tác nhân rối loạn chức năng tình dục, melanotan II đã được cấp phép bởi Công ty Cạnh tranh cho Palatin Technologies. Palatin đã ngừng phát triển melanotan-II vào năm 2000 và được tổng hợp, cấp bằng sáng chế và bắt đầu phát triển brasheranotide, một chất chuyển hóa có khả năng của melanotan-II khác với melanotan-II ở chỗ nó có nhóm hydroxyl trong đó melanotan-II có amide. Công nghệ cạnh tranh đã kiện Palatin vì vi phạm hợp đồng và cố gắng đòi quyền sở hữu của brasheranotide; các bên đã giải quyết vào năm 2008 với việc Palatin giữ quyền đối với brasheranotide, trả lại quyền cho melanotan-II cho Công nghệ cạnh tranh và trả 800.000 đô la.
Vào tháng 8 năm 2004, Palatin đã ký một thỏa thuận với King Pharmaceuticals để hợp tác phát triển brasheranotide ở Hoa Kỳ và cùng cấp phép cho nó bên ngoài Hoa Kỳ; Vua trả trước Palatin $ 20M.
Palatin đã tiến hành các thử nghiệm giai đoạn II của brasheranotide nội sọ ở cả rối loạn chức năng tình dục nữ (FSD) và rối loạn cương dương nam (ED) nhưng các thử nghiệm này đã bị FDA tạm dừng vào năm 2007 do tăng huyết áp ở các đối tượng thử nghiệm lâm sàng; Palatin đã ngừng phát triển công thức nội sọ vào năm 2008  Bốn thử nghiệm đã được tiến hành trong ED, lần cuối cùng là Giai đoạn IIb được xuất bản vào năm 2008  King đã chấm dứt thỏa thuận hợp tác cùng phát triển ngay sau khi FDA tạm dừng các thử nghiệm.
Thuốc sau đó đã được điều chỉnh lại để được cung cấp bằng cách tiêm và các thử nghiệm tiếp tục trong FSD. Một thử nghiệm tìm liều ở giai đoạn II trong FSD trong đó thuốc được dùng 45 phút trước khi quan hệ tình dục cho thấy lời hứa ở liều cao nhất và chỉ có dấu hiệu cao huyết áp thoáng qua; hai thử nghiệm giai đoạn III đã được triển khai vào cuối năm 2014. Palatin đã khởi động các thử nghiệm giai đoạn III với brasheranotide được quản lý thông qua một autoinjection.
Vào năm 2014, Palatin đã cấp phép cho các quyền của Châu Âu đối với brasheranotide cho Gedeon Richter Plc. với giá khoảng 10 triệu đô la và Palatin đã nhận được khoản thanh toán cột mốc khoảng 3 triệu đô la khi bắt đầu thử nghiệm giai đoạn III ở Mỹ. Vào tháng 9 năm 2016, Palatin và Gedeon RIchter đã chấm dứt thỏa thuận đó.
Vào tháng 11 năm 2016, Palatin đã công bố kết quả của các thử nghiệm Giai đoạn III, và ngay sau đó bắt đầu tìm kiếm một đối tác để hoàn thành phát triển ở Mỹ. Vào tháng 1 năm 2017, Palatin và AMAG Pharmaceuticals đã đồng ý rằng AMAG độc quyền sẽ hoàn thành việc phát triển và thị trường brasheranotide ở Bắc Mỹ và hai công ty sẽ hợp tác để cấp phép cho nó ở các lãnh thổ khác; AMAG đã đồng ý trả trước 60 triệu đô la, lên tới 80 triệu đô la trong các cột mốc quy định, lên tới 300 triệu đô la trong các cột mốc bán hàng và tiền bản quyền theo cấp bậc từ tỷ lệ một chữ số cao đến hai chữ số thấp.
Một ứng dụng thuốc mới của brasheranotide cho rối loạn chức năng tình dục nữ đã được Cơ quan Quản lý Thực phẩm và Dược phẩm Hoa Kỳ (FDA) chấp nhận vào tháng 6 năm 2018 với ngày PDUFA được đặt vào ngày 23 tháng 3 năm 2019. Thuốc đã được phê duyệt để bán vào tháng 6 năm 2019. Nó đã được FDA chấp thuận sử dụng tại Hoa Kỳ vào ngày 21 tháng 6 năm 2019.